# Bello
Pour les articles homonymes, voir Bello (homonymie).
Bello est une municipalité du département d'Antioquia en Colombie. Elle est située au nord de la vallée d'Aburrá et limitée au sud par la ville de Medellín. Parmi les villes colombiennes autres que les capitales départementales, Bello est l'une des plus peuplées : environ 500 000 habitants en 2016 (373 013 habitants lors du recensement DANE de 2005).
Le climat est chaud et se voit rafraîchi par les vents qui se canalisent le long des vallées et soufflent toute l'année. Bello est dominée par le Cerro Quitasol (es), un des plus grands cerros de la vallée d'Aburrá.
En 1574, Gaspar de Rodas vainc les indigènes vivant sur les terres fertiles de l'emplacement de Bello. Il fonde la ville de Hatoviejo en 1576. Deux siècles plus tard, un maire faisant partie du conseil municipal de Medellín est nommé à Hatoviejo. En 1883, la ville change de toponyme et devient Bello.

## Histoire
Sur les terres fertiles où se trouve Bello vécurent pendant plusieurs siècles des populations amérindiennes, dont la dernière fut la communauté Niquía, de l'ethnie des Aburráes, appartenant à la famille des Nutabes, ensemble parlant une langue chibcha. Celle-ci était composée des peuples habitant la vallée des Aburráes et généralement établis entre les ríos Cauca et Porce.

### Invasion espagnole
En juillet 1541, un lieutenant du maréchal Jorge Robledo (1500-1546), Jerónimo Luis Tejelo, qui commande un avant-poste espagnol, voit, pour la première fois, l'immense Valle de los Aburraés. Après avoir reçu le rapport de son lieutenant, Jorge Robledo ordonne l'exploration du territoire qui devient effective le 24 août 1541 lorsque le campement est installé sur les terres du cacique Niquía aux fins d'inspecter le Valle de los Aburráes et de le déclarer possession de l'Empire espagnol.
En 1574, Gaspar de Rodas (es) (1518-1607) vainc les indigènes du cacique niquía vivant sur le territoire et en sollicite, auprès de l'Empire espagnol, les terres pour élever du bétail. Sa requête est acceptée et c'est ainsi que le territoire prend le nom de Hato de Rodas (« ranchs de Rodas », ou « fermes de Rodas ») ou de Hato de Aburrá, puis celui de Hatoviejo (« vieux troupeau », ou plutôt ici : « vieille ferme »).

### Colonisation espagnole
Gaspar de Rodas fonde la ville en 1576.
Après Hatoviejo sont fondées San Juan de Tasajera (aujourd'hui Copacabana), Hatogrande (Girardota) et El Hatillo qui conserve son nom dans la juridiction de Barbosa. Cette colonisation a facilité la fondation de Medellín, environ un siècle plus tard.
Au cours du XVIIe siècle, sous le règne des souverains catholiques d'Espagne, quelques huttes appartenant à des indigènes régis par leurs propres lois subsistent sur le territoire de Hatoviejo, près de hameaux hispaniques où sont construites des chapelles.
En 1746, la communauté de Notre Dame du Rosaire est nommée vice-paroisse et dépend de Notre Dame de la Candelaria de Medellín. En 1773, la vice-paroisse est élevée à la dignité de paroisse et comprend entre huit cents et mille personnes. À partir du 2 décembre 1788, Hatoviejo a un maire faisant partie du conseil municipal de Medellín. En 1808, Hatoviejo comprend dix-sept maisons aux toits couverts de tuiles et trente-deux maisons aux toits de chaume. 1 476 personnes environ vivent à Hatoviejo, soit 247 familles et 313 esclaves d'origine africaine.

### Période républicaine
En 1836, dans ce village extrêmement pauvre dont les habitants vivent dispersés dans les montagnes, ainsi que l'a décrit le maire du district de l'époque, une première école est ouverte où trente-trois enfants sont inscrits. Marco Fidel Suárez étudie dans cette école vingt-sept ans plus tard puis en devient le directeur en 1877. 

#### Changement de toponyme
Le 28 décembre 1883, des habitants de Hatoviejo demandent au président de l'État souverain d'Antioquia que le nom de leur village en français : « Vieux troupeau », nom qu'ils trouvent insultant, soit remplacé par Bello, en hommage à Andrés Bello (1781-1865), à l'occasion du centenaire de la naissance de cet universitaire humaniste, écrivain, poète, philologue et juriste vénézuélien, nationalisé chilien.
La ville est surnommée « Cuna de Marco Fidel Suárez » (Berceau de Marco Fidel Suárez) et « Cuna de Artistas » (Berceau des Artistes).

#### XXesiècle
Bello devient municipalité en 1913.

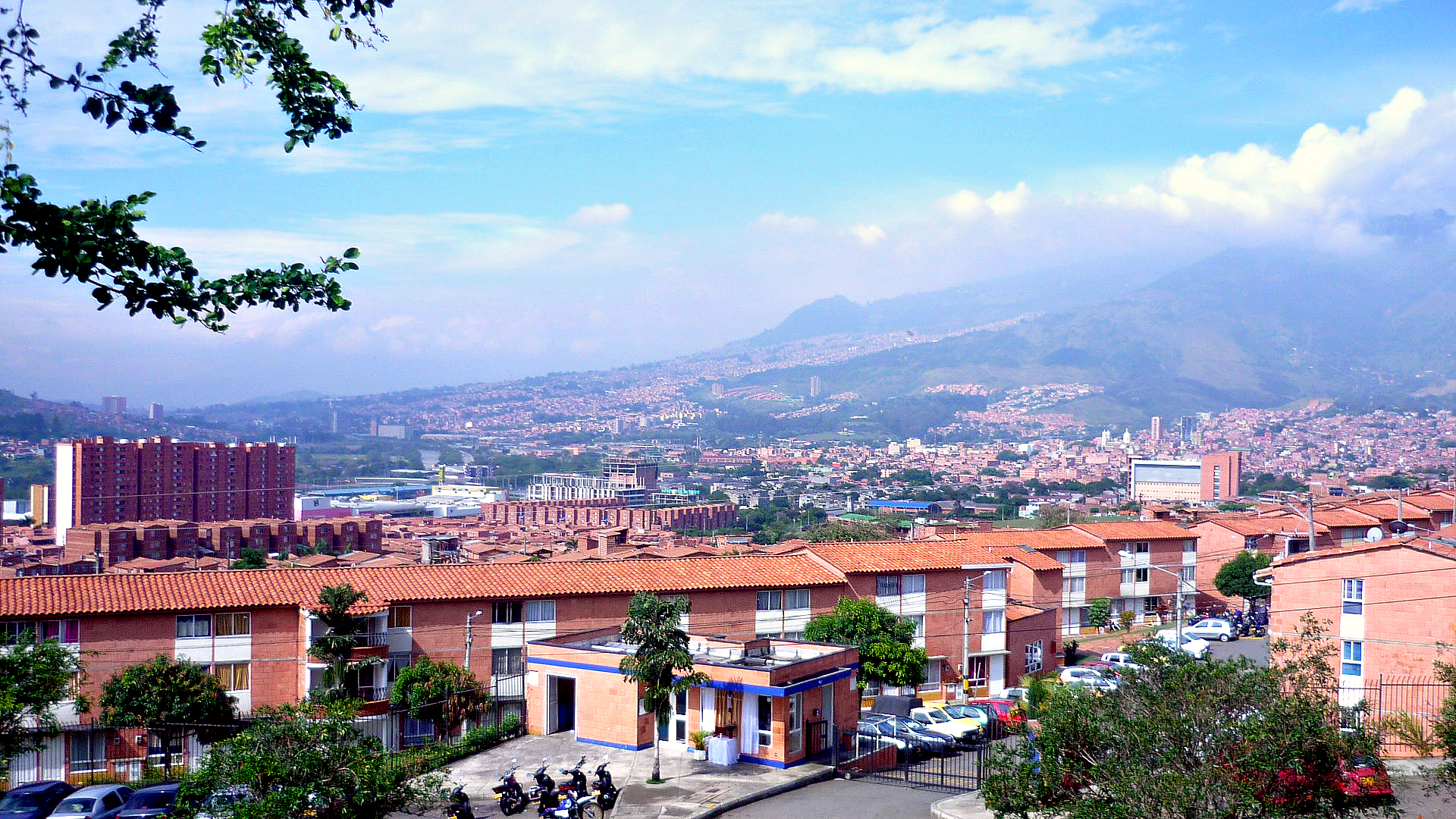
Vue panoramique de Bello.

Au début du XXe siècle, Bello est toujours considérée, dans les ouvrages littéraires, comme un pauvre village rural, avec une croissance lente, qui a conservé des coutumes hispaniques et comprend seulement cinq rues et une place. La vallée où est implantée Bello est décrite comme un emplacement idyllique, riche en eau et en végétation, où l'atmosphère est saine sous un ciel pur . Les Bellanitas passent ensuite radicalement d'une économie agricole assurant leur subsistance à une économie industrielle qui génère une nouvelle population de propriétaires et de commerçants et entraîne l'urbanisation de Bello.

## Géographie

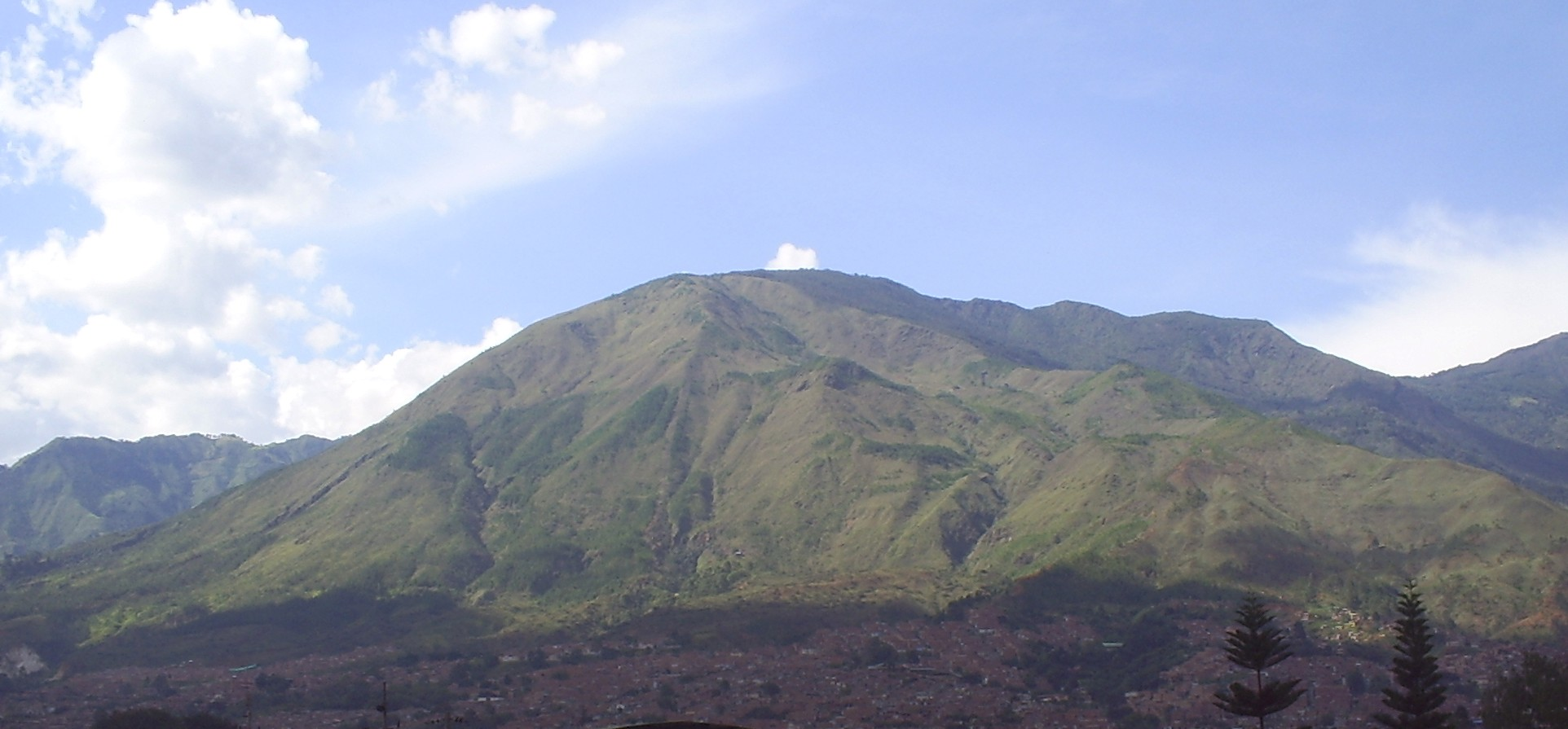
Cerro Quitasol

### Localisation
Bello est située à 10 km de Medellín et à 542 km de Bogota.
La ville est limitée au nord par San Pedro de los Milagros, à l'est par Copacabana et Guarne, au sud par Medellín et à l'ouest par San Jerónimo.

### Géologie et relief
Bello se trouve dans la cordillère Centrale des Andes. Sa principale caractéristique géographique est le Cerro Quitasol, cerro tutélaire de la ville avec 2 880 m. de hauteur.
Altitude de la ville : 1 310 m.

### Hydrographie
Le lac La García est un lac de barrage situé dans la municipalité de Bello, à 10 km au nord-ouest de Medellín.

### Climat
De par son emplacement et son altitude, Bello connaît peu de changements climatiques. Le taux moyen des précipitations est de 1 347 mm. Le climat est tempéré et la température moyenne s'élève à 23 °C.

## Industrie et croissance urbaine
L'emplacement de Bello est favorable tant à l'agriculture, à l'élevage et à la création de sites de loisirs qu'à l'implantation d'entreprises par les Medellinense. Le climat agréable de Bello, la proximité de la ville de Medellín, sa situation stratégique grâce à sa station de métro et aux principales routes du département d'Antioquia, ses abondantes sources d'eau propre à la consommation et à la production d'énergie sont autant de facteurs environnementaux, politiques et socio-économiques qui permettent la croissance rapide des industries sur le territoire de Bello.

## Voies de communication et transports

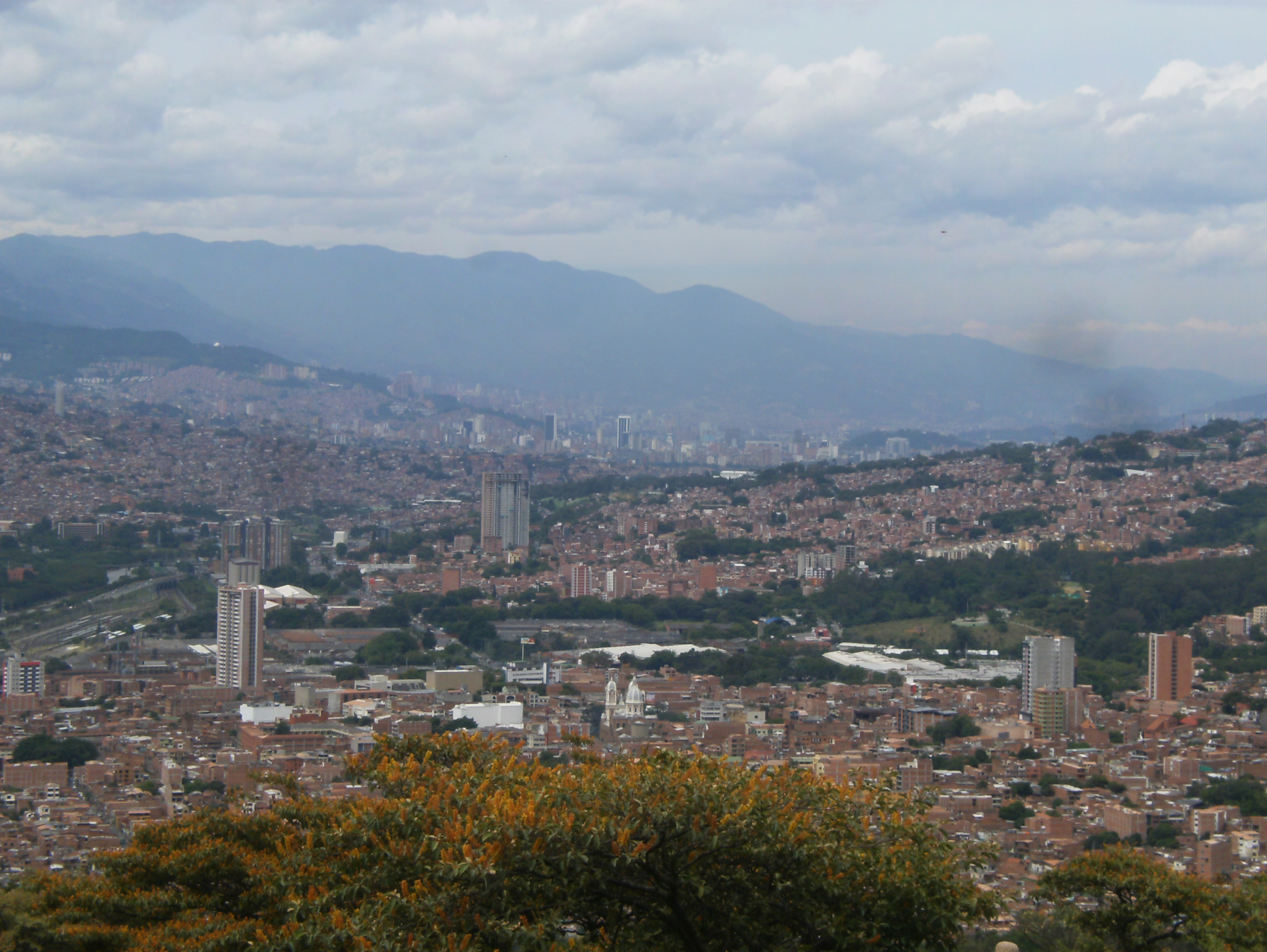
Centre-ville de Medellín et Aburrá vue depuis la colline de Quitasol à Bello

Un programme soutenu par la Banque mondiale comprend un plan de développement de BRT (« Bus Rapid Transit »), réseau de bus express ou bus à haut niveau de service, à Bello, Barranquilla, Carthagène des Indes, Cúcuta, Medellín-Valle de Aburrá et Soacha.
Bello comporte une station de métro sur la ligne A du métro de Medellín. L'inauguration de la ligne de métro reliant directement le territoire au nord, au centre et au sud de la vallée d'Aburrá a lieu le 30 novembre 1995. Ce jour-là, l'exploitation commerciale du métro de Medellín commence avec le passage d'un train entre les stations Niquía et Poblado. Le nom de la première de ces stations est un hommage au cacique Niquía auquel les terres ont été prises quatre siècles plus tôt.

## Subdivisions
La superficie totale est de 149 km2 et l'emprise urbaine de 18 km2.
La municipalité de Bello comprend 11 arrondissements (comunas) regroupant 100 quartiers, pour la zone urbaine, un corregimiento et 19 veredas, pour la zone rurale.

### Zone urbaine
- La comuna 1, París, comprend 8 quartiers : Los Sauces, El Cafetal, La Pradera, La Esmeralda, París, La Maruchenga, José Antonio Galán, Salvador Allende;
- La comuna 2, La Madera, comprend 7 quartiers : Barrio Nuevo, La Cabañita, La Cabaña, La Madera, La Florida, Gran Avenida, San José Obrero ;
- La comuna 3, Santa Ana, comprend 8 quartiers : Villas de Occidente, Molinares, San Simón, Amazonía, Santa Ana, Los Búcaros, Serramonte, Salento ;
- La comuna 4, Suárez, comprend 19 quartiers : Suárez, Puerto Bello, Rincón Santos, Central, Espíritu Santo, Centro, Pérez, Nazareth, La Meseta, El Rosario, Andalucía, López de Mesa, El Cairo, La Milagrosa, El Congolo, Las Granjas, Prado, Manchester, La Estación ;
- La comuna 5, La Cumbre, comprend 16 quartiers : La Cumbre, Altavista, El Carmelo, Hato Viejo, El Porvenir, Briceño, Buenos Aires, El Paraíso, Riachuelos, Valadares, El Trapiche, Aralias, Urapanes, La Primavera, Villa María, Villas de Comfenalco ;
- La comuna 6, Bellavista, comprend 16 quartiers : Araucarias 1, Araucarias 2, Bellavista, Choco Chiquito, El Ducado, Girasoles, La Aldea, La Selva, Los Alpes, Pachelly, Playa Rica, San Gabriel, San Martín, Villas del Sol, Tierradentro, Villa Linda ;
- La comuna 7, Altos de Niquía, comprend 5 quartiers : La Selva, El Mirador, Niquía Bifamiliares, Altos de Niquía, Altos de Quitasol ;
- La comuna 8, Niquía, comprend 4 quartiers : Ciudad Niquía, Panamericano, Ciudadela del Norte, Terranova ;
- La comuna 9, Guasimalito, comprend 3 quartiers : La Navarra, El Trébol, Guasimalito ;
- La comuna 10, Fontidueño, comprend 10 quartiers : La Virginia, Fontidueño, La Mina, Alcalá, Los Ciruelos, Estación Primera, Las Vegas, La Camila, Cinco Estrellas, Marco Fidel Suárez ;
- La comuna 11, Zamora, comprend 7 quartiers : La Gabriela, Belvedere, Acevedo, Zamora, Alpes del Norte, Santa Rita, Zona Industrial # 7.

### Zone rurale
- Corregimiento de San Félix ;
- Veredas : El Carmelo, Jalisco–Los Álvarez, La Palma, Sabanalarga, Charco Verde, La Unión, La China, Cuartas, El Tambo, La Meseses, Potrerito, Hatoviejo, Los Espejos, La Primavera, Tierradentro, Quitasol, Buenavista, Croacia, Granizal.

## Culture
Bello développe, au fil des ans, une longue tradition culturelle et consolide progressivement une vocation de culture communautaire.
En 1949, des jeunes diplômés de l'Institut Manuel J. Caycedo (aujourd'hui « Colegio La Salle Bello ») mettent en œuvre la création du Centre culturel Marco Fidel Suárez et se donnent pour tâche de promouvoir la fondation de la bibliothèque publique. En 1954, la Banque de la République de Colombie participe à l'avancement de la construction de la Bibliothèque Marco Fidel Suárez ainsi qu'à son équipement.
Pendant les années 1970, l'élan généré par la création de la Bibliothèque Marco Fidel Suárez entraîne l'ouverture d'une Maison de la culture à Bello. La présence d'activités artistiques dans ces mouvements orientés vers le développement culturel enrichit leurs contenus politiques, les transformant progressivement en expressions communautaires alternatives, autogérées et motivantes, sans que soient abandonnés leur esprit et leur quête de transformation sociale.
Durant les années 1970 et 1980, l'Église catholique, grâce à l'organisation de groupes de jeunes et de catéchistes guidés par la « Pastoral Juvenil Arquidiocesana », service de la jeunesse de l'archidiocèse, participe à la mise en place d'activités culturelles dans les quartiers de Bello. Ces groupes œuvrent au développement de loisirs communautaires qui, depuis 1987, sont devenus l'un des phénomènes culturels les plus importants de Bello ainsi qu'un modèle national de travail communautaire. Ces actions sont coordonnées par le service des loisirs et des sports de la municipalité, dépendant actuellement de « Deporbello », qui a mobilisé et formé, en dix ans, plus de 28 000 dirigeants communautaires répartis auprès de plus de 280 000 enfants habitant dans les quartiers de Bello.

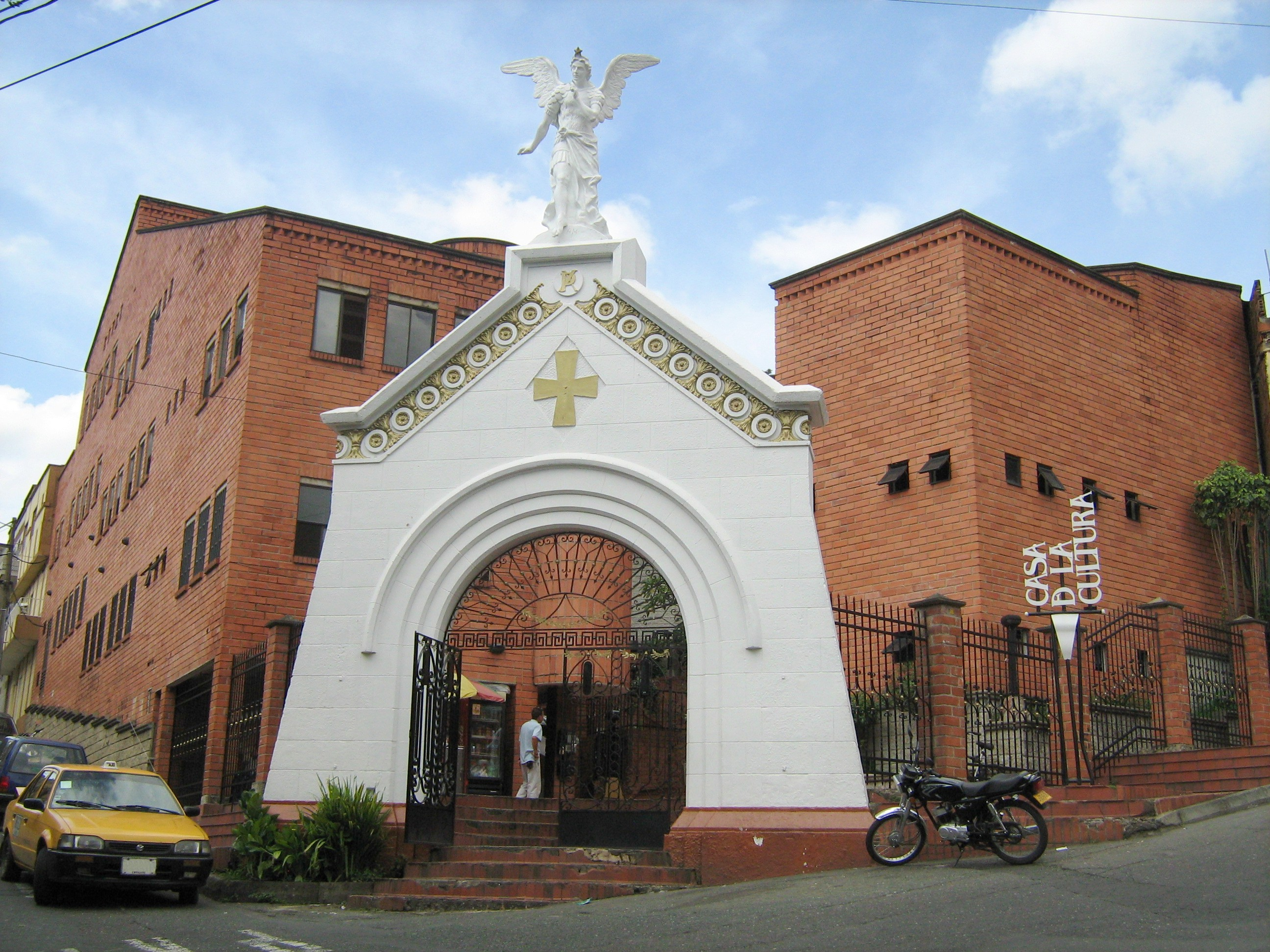
Maison de la culture à Bello.

### Création de la Maison de la culture Cerro del Ángel
En 1989, le théâtre de Bello, situé carreras 50, 52-63, déclaré patrimoine architectural par l'ancien conseil municipal, est démoli. Un an plus tard, divers groupes communautaires forment la « Reunión de Artistas y Trabajadores de la Culture de Bello » (Réunion des Artistes et des Travailleurs culturels de Bello), qui devient la « Corporación Cultural Rearte » (Corporation culturelle Rearte), et la construction de la Maison de la culture Cerro del Ángel est mise en œuvre en 1992. Rapidement, la Maison de la culture, soutenue par le mouvement communautaire, déclenche une dynamique socioculturelle intense qui s'adresse, en 1995, à plus de 230 000 personnes et bénéficie d'une reconnaissance nationale.

### Concours national de Littérature "Los Sueños de Luciano Pulgar"
En 2015, la municipalité de Bello, sous l'égide du Ministère de l'Éducation nationale et du Ministère de la Culture a organisé le XVIIIe Concours national de Littérature « Los Sueños de Luciano Pulgar », ouvert aux étudiants ou personnes travaillant et résidant à Bello ou dans son aire métropolitaine. Les participants devaient concourir en présentant une œuvre inédite écrite par leurs soins.

## Symboles

### Blason
Le livre intitulé Los sueños de Luciano Pulgar (es) (Les rêves de Luciano Pulgar) de l'écrivain et homme politique colombien Marco Fidel Suárez rappelle l'intérêt des habitants de Bello pour la littérature. Le métier à tisser manuel démontre leur capacité de travail et leur énergie. L'arc et la flèche représentent la lutte des indigènes pour conserver leur mode de vie et leur culture. Les fleurs entourant l'écu symbolisent les richesses de la terre.

### Hymne de la ville
Les paroles de l'hymne de la municipalité de Bello sont de Juan Botero Restrepo. Le compositeur est Luis Uribe Bueno et l'arrangement musical est d'Álvaro Mercado B.

### Drapeau
Le drapeau de Bello est composé de trois bandes horizontales : bleu, blanc, vert et d'un triangle rouge.
- La partie bleue représente le ciel ainsi que les mers et rivières de la Colombie ;
- la partie blanche fait référence à la paix, la franchise, l'intégrité et la loyauté ;
- et la partie verte à l'espoir, la foi, l'amour, la liberté, la fraternité et la fertilité ;
- le triangle rouge représente le sang versé par les ancêtres se battant contre le colonisateur espagnol pour leur liberté.

## Personnalité liée à la municipalité
- Marco Fidel Suárez (1855-1927), écrivain et président de la Colombie né à Bello (Hatoviejo).